# Francisco Suárez
Francisco Suárez de Toledo Vázquez de Utiel și González de la Torre, cunoscut sub numele de Doctor Eximius, (n. 5 ianuarie 1548, Granada, Coroana Castiliei – d. 25 septembrie 1617, Lisabona, Regatul Portugaliei) a fost un teolog, filosof și jurist iezuit spaniol, una din figurile principale ale mișcării Școlii din Salamanca, a fost considerat unul din cei mai buni scolastici.
Opera sa este considerată un moment de cotitură în istoria celei de - a doua scolastici, marcând trecerea de la Renaștere la filosofia modernă. Potrivit lui Christopher Shields și Daniel Schwartz, „figuri la fel de diferite între ele în loc, timp și orientare filosofică precum Leibniz, Grotius, Pufendorf, Schopenhauer și Heidegger au găsit motive pentru a-l cita ca sursă de inspirație și influență”.

Prima pars Summae theologiae. De Deo vno et trino (1607).